# Кнудсен, Йенс
Йенс Мартин Кнудсен (дат. и фар. Jens Martin Knudsen; 11 июня 1967, Сальтенгароа) — фарерский футболист, гандболист и гимнаст, известный вратарь сборной Фарерских островов. Известен был благодаря своей манере играть в зимней шапке.

## Карьера

### Клубная
Воспитанник школы клуба «НСИ». В молодости также занимался гимнастикой и гандболом, позднее переключился на футбол. Кнудсен начинал выступление в «НСИ» в рамках любителя, позднее перешёл в профессиональное первенство. В составе клуба «Гота» четыре раза подряд становился призёром чемпионата Фарерских островов с 1993 по 1996 годы. С 1998 по 1999 годы играл за исландский «Лейфтур», позднее вернулся снова в «Готу». На правах аренды выступал за шотландский «Эр Юнайтед», после чего в 2000 году вернулся снова на Фареры, где играл за «Б-36». В том же году снова приехал в Исландию, отыграв один сезон за «Лейфтур». В 2001 году перешёл в «НСИ», в котором играл до 2007 года. Завершил карьеру в возрасте 40 лет.

### В сборной
В сборной Йенс отыграл 65 матчей. Первый матч провёл 24 августа 1988 против Исландии, который стал первым официальным для сборной Фарерских островов. В матчах за сборную он всегда надевал белую шерстяную шапку с помпоном, чем и стал знаменит.
Звёздным часом Йенса стала игра против сборной Австрии 12 сентября 1990 в шведской Ландскруне: его коллега по сборной Торкил Нильсен забил первый и единственный гол в матче против австрийцев, а сам Кнудсен взял все удары от австрийцев и стал героем матча, принеся стране сенсационную победу. В то время фарерская команда состояла из любителей, и он подрабатывал водителем вилочного погрузчика на заводе по производству консервов в Рунавике. Журналисты назвали Кнудсена сразу же «вратарём в шапке с помпоном», и это прозвище закрепилось за ним. Прощальный матч Йенс провёл 14 мая 2006 против сборной Польши. В рейтинге игроков с наибольшим количеством игр за сборную Фарерских островов Йенс удерживает 3-е место.

## Личная жизнь

### Семья
Йенс женат, у него есть четверо детей.

### На телевидении
В 1996 году Йенс появился на шоу Fantasy Football League телеканала BBC, которое вели актёры-комики Фрэнк Скиннер и Дэвид Бэддиль: в одном из выпусков в рубрике «Феникс из пламени» (англ. Phoenix from the Flames) был воссоздан эпизод матча с Австрией, в котором Йенс парировал два удара подряд от австрийских форвардов (Скиннер и Бэддиль исполнили их роли).